# فتيات المدينة الراقية (فلم)
فتيات المدينة الراقية (بالإنجليزية: Uptown Girls) هو فيلم كوميدي تم إنتاجه في الولايات المتحدة وصدر في سنة 2003. الفيلم من إخراج بواز ياكين من بطولة بريتاني ميرفي وداكوتا فانينغ ومارلي شيلتن ودونالد فيزن وهيذر لوكلير.

## القصة
تدور قصة الفيلم حول فتاة تفقد وظيفتها بعد اكتشافها سرقة مديرها لأموالها فتضطر للعمل كمربية أطفال.

## الميزانية والإيرادات
بلغت تكلفة إنتاج الفيلم حوالي 20 مليون دولار بينما حقق إيرادات تقدر بـ 44617342 دولار.

## وصلات خارجية
- مقالات تستعمل روابط فنية بلا صلة مع ويكي بيانات